# Професионална гимназия по лека промишленост „Владимир Димитров-Майстора“, Кюстендил
Професионална гимназия по лека промишленост „Владимир Димитров-Майстора“ e средно училище в гр.Кюстендил, основано през 1968 година. Училището е с държавно финансиране. Намира се на ул. „Искър“ № 5.

## История
Учебното заведени е открито на 15 септември 1968 г. в сградата на Политехническата гимназия – Кюстендил, като Професионално техническо училище по текстил „Лиляна Димитрова“. Обучават се ученици, завършили VIII клас от Кюстендилски и съседните окръзи.
През 1970/71 учебна година училището се премества в сградата на Второ основно училище в Кюстендил. От 15 септември 1972 г. се преобразува в Средно професионално техническо училище. На 3 септември 1974 г. е открита новата училищна сграда. Базовият завод „Велбъжд" – Кюстендил оборудва учебния производствен корпус на училището, физкултурния салон и предачния цех. През 1975 г. завод „Марек" – Кюстендил оборудва и плетачния цех.
През септември 1977 г. училището става републикански първенец сред средните професионални технически училища в страната.
След промените 1989 г., училището е преименувано в Професионална гимназия по лека промишленост „Владимир Димитров-Майстора“.

## Материална база
Училището притежава собствена учебна сграда, спортни площадки, физкултурен салон.